# The Vips
The Vips was een Nederlandse band die werd opgericht in 1963 als The Drifting Four. Omdat er al een band onder deze naam bestond, werd in 1965 de naam veranderd in The Vips.
De formatie werd in 1968 uitgebreid met de uit Suriname afkomstige Robert Stanley, en in datzelfde jaar werd ook de eerste single uitgebracht, Woman Woman/Remember, geschreven door ex-bandlid Will de Meijer. In 1972 kwam de tweede single uit (She's A Good Woman/Don't Let Me Die), ook geschreven door De Meijer. Dit nummer werd een groot succes in Oostenrijk, de band werd uitgenodigd voor een tv-optreden in Wenen, waar ze samen met ABBA opnames maakten.
Toen de derde single flopte en Stanley uit de band stapte werd zangeres Ria Brieffies aan de band toegevoegd. Brieffies kreeg het echter in 1980 te druk met de Dolly Dots om in The Vips te spelen, en Ruth Jacott, een nichtje van Stanley, werd de nieuwe zangeres van de band. Een jaar later was ook zij zo bekend dat ze een solotournee door Duitsland maakte, en zaten The Vips weer zonder zangeres. In 1982 besloten de bandleden met de band te stoppen.

## Bandleden
Overige bezetting periode 1963 - 1982: 
- Bert Afink (basgitaar)
- Cees Oud (toetsinstrumenten)
- Kees Beentjes (drums)
- Henk Vasbinder (toetsinstrumenten)
- Leo Van Etten (gitaar)
- Michel Schutte (gitaar)
- Ak Hartman (gitaar), Ad Loos (basgitaar)
- Arthur Irrgang (toetsinstrumenten)
- Bert Valkering (toetsinstrumenten)
- Charles Portier (gitaar), Gonny Breed (zang)
- Jan Wolters (toetsinstrumenten)
- Jur Bremer (toetsinstrumenten)
- Lilian Stap (zang)
- Nino Salvo (gitaar)
- Ronald Sai-a-Tjin (gitaar).
- Will de Meijer (gitaar)
- Hannes de Waard (gitaar)
- Jan Spruit (slagwerk)